# スーパーメイドちるみさん
『スーパーメイドちるみさん』は、師走冬子による日本の4コマ漫画作品。芳文社の複数の4コマ雑誌（主に『まんがタイムきらら』『まんがタイムスペシャル』、いずれも月刊）に掲載歴がある（#掲載誌の節も参照のこと）。
初掲載は『まんがタイムジャンボ』2000年2月号である。連載初期には『超メイドちるみさん♥』（読み同じ）と表記されていたが、『まんがタイムきらら』Vol.7から現在の作品名に変更された。また、単行本に収録された際には全て現在の表記に改められている。
『まんがタイムきらら』においては、Vol.1から2007年3月号まで連載され、『きらら』初期主力作品のひとつとして同誌を支えた。『まんがタイムスペシャル』では2007年5月号から連載再開（『まんがタイムきらら』からの移籍扱い）し、2014年1月号において完結を迎えた。初期の並行連載分と併せると、『まんがタイムスペシャル』初出の話数が最も多くなっている。
掲載誌の移籍に伴う中断を挟みつつ、ほぼ14年間にわたって連載された作品である。

## 主な登場人物
登場するメイドの名前は何故か全員「ち」から始まる。衣装はフリルのエプロンにヒラヒラの頭飾りといったベタな衣装で、胸元にちるみとちまきはリボン、ちゆりはネクタイ、ちおりはカメオにスカーフを着用、ちふゆは胸元を開けているためにつけておらず、ちづるの衣装は着物である。またご主人様のことを「様」付けするが、ちまきのみ「殿」付けする。
香田 ちるみ（こうだ ちるみ）（声：斎藤桃子）
主人公。原田家に住み込みで働いているメイド。年齢不詳（少なくとも16歳以上）。
11月9日生まれ、血液型は不明。スリーサイズは B88 / W58 / H85。
身の回りの物を意図せず無差別に破壊してしまう“壊し癖”を持つ。彼女にかかれば、食器棚の皿は全滅し、ステンレス製のコップすら割れてしまい、その規模は廃ビルの解体に利用できるほど。しかし意図的に物を壊すのは苦手。「割れ物注意」の荷物と「ガラス細工展」は最大の恐怖。同作者の【ようこそ！オーロラ百貨店】でゲスト出演した際は『破壊魔』としてブラックリストに挙げられていた。
明るく元気な性格。天然ボケを多く発する。家事は得意。米60kgを軽々と持てる力持ち。落ちてきたビールケースが頭に直撃しても全然平気なほど身体は丈夫。人間の可聴域を超えた聴力と絶対音感があり、歌も上手い。催眠術や手品もできる。“壊れないもの”が好き。尊敬する人は「シンデレラ」（壊れやすいガラスの靴を履いているので）。
酒に強いが酔うと物を壊さなくなる代わりに料理は不味くなり、歌は音痴になり、超音波で物が破壊されてしまう。
大樹や健には、実は人間ではなくロボット、異星人、魔界からの使者ではないかと疑われることがある。
過去はほとんど明らかにされていないが、モデル、舞台役者、ファーストフード店店員など、様々なアルバイト経験がある。また、特殊な情報収集ルートもあるようだ。
メイド服で日常生活を送っている。メイド服以外の私服は、連載初期にはナース服・セーラー服・レースクイーン用水着・和装の女給服など極端なものしか持っていなかったが、後に普通の服を着ている。
メイドは珍しいので近所では有名。
ちゆりのトラップはほとんど回避できる能力も持つが、量が多いと上手く避けきれず、すべてのトラップを破壊してしまう。
本部からの指令で御主人様を1日だけ代えることになり、くじの結果、詩歌の所へ行くこととなる。直後にちふゆが「この中（メイドの中）では一番マトモ」という理由でちるみに抱きつき、更に万が一詩歌の所で壊した物は、今回だけ本部が持ってくれるとのこと。そして詩歌の所へ行くと、詩歌はすぐに懐くが、ちるみのシャツの胸元を開けて、ちふゆの様に胸をはだけさせた。また終了時には、胸をはだけさせたまま原田家へ帰り、大樹を仰天させた。
何故か、ちゆり達は知っていた部長のちづるを知らない、自分が所属するメイド機関の闇の部分を知らない。
大樹が告白してきた際、紅林を振っていることを知るちるみは「私に振られようとしている」と、大樹が紅林を振った贖罪で自分が振られようとして告白してきたことを察し、告白を受け入れてデートした後にメイドを辞めるつもりだったが、一部始終を見ていたちづるに捕まって牢獄に入れられる。後に助けに来た大樹とちるみの繋がりに感動したちづるは、ちるみを開放して再び原田家のメイドに戻った。
原田 大樹（はらだ たいき）（声：浪川大輔）
原田家の長男。『まんがタイムジャンボ』連載初期には大学生と思しき描写があるが、『まんがタイムきらら』連載時の設定では高校3年生（受験生）。『まんがタイムスペシャル』移籍と共に進学し、現在設定は再び大学生、演劇部では小道具を担当している。3月25日生まれの牡羊座。血液型B型。身長177cm、体重65kg。
性格はやや暗めで内向的という設定になっているが、作品が進むにつれてその傾向は弱まっている。携帯電話には3件しか登録が無く、年賀状も5枚で済むのでちるみに携帯電話を壊されてもまったく不便しない。
ナースフェチで「月刊ナース」を毎号購読している。初恋は小学1年のときで、相手は保健の先生。この性癖は祖父からの隔世遺伝である。このフェチに、ちゆりは引いており、更に大樹のことが好きなちおりも引き気味な上、タコのみずだ子さんもキモイと思ってたことがあった。
ちるみが好きで、恋愛対象として意識しているが、全く気付かれていない。意を決して告白するが、あっさりOKされて戸惑う。
プラモデル組み立てが趣味で、これまでに50個の作品を完成させている。しかし、ちるみに破壊されてしまう作品も多い。また、金魚すくいも上手い。
幼い頃、今は亡き母に鼻にグリーンピースを詰められて遊ばれたためグリーンピースが嫌い。
好きな言葉は「愛」、好きな色はコバルトブルー。
原田 健（はらだ けん）（声：神崎ちろ）
原田家の次男。小学4年生。11月28日生まれ、血液型はB型。身長135cm、体重30kg。
兄とは逆で、元気で明るく優しい性格。「将来はちるみと結婚したい」と公言している。ちるみが作った雑巾（ちるみの古着で作った）をぬいぐるみに作り直したことも。携帯電話の待ち受けは ちるみが割った皿の音。ちるみが数日留守にした際には、破壊音が聞こえない静けさに恐怖を感じ、1人では眠れなかった。
花梨をはじめ、クラスの女子によくモテる。担任の佐々木によれば、勉強もスポーツもできて人気者だとのこと。バレンタインデーにはチョコレートを大量に貰っている。
好きな言葉は「太陽」、好きな色は“夕焼けの色”。嫌いな食べ物は人参。
原田 潤一（はらだ じゅんいち）（声：梅津秀行）
原田家の当主。SF小説家。左利き。
11月4日生まれ、血液型はAB型。身長166cm、体重55kg。
代表作は『火星人と今日子と醤油』。
かつては推理小説作家であったが、この作品をきっかけにSF小説家に転向した。「矢崎潤一」という筆名を名乗っていたこともある。また、著作が「金のくじら賞」を受賞している（作品名や受賞理由は不明）。
穏やかでクールな性格。
妻の初美とは、健が生まれた後すぐに死別している。
ちるみが物を破壊した音を聴いただけで、現場を見ることなく実際に破壊された物が何であるか言い当てることができる。
料理が好きで初美の死後は自分で料理を作っていたが、腕は破壊的で、自分自身や息子たちに食中毒での入院が相次いだ（潤一56回、大樹62回、健24回）ため医師と息子の説得でちるみを雇うことになった。
アメリカと飛行機が大嫌いだが、「火星人と今日子と醤油」が「ゴールド・ホエール賞」を獲得した際に渡米する羽目になった。
好きな言葉は「無秩序」「無花果」「無果汁」など頭に「無」のつく語、好きな色は“南極の氷の色”。
原田 初美（はらだ はつみ）
故人。原田潤一の妻で、大樹と健の母親。潤一とは元々、担当編集者と作家の関係だった。
明るくてドジな性格で、壊し癖があった（規模は ちるみの10分の1程度）。病弱なため健を生んだ後すぐ亡くなった。
火星人を模した服を複数着所有し、かつそれらを着こなすほどの火星人好きであり、潤一に火星人が出てくる小説を書くよう提案し、『火星人と今日子と醤油』が執筆されるきっかけを作った。
健の八重歯は初美の遺伝。
唐沢 ちゆり（からさわ ちゆり）（声：庄子裕衣）
紅林家に住み込みで働いているメイド。ちるみとメイド学校で同期。
2月20日生まれ、血液型はAB型。スリーサイズは B82 / W55 / H78。身長167cm、体重46kg。肌がすごく白い。以前は腰まである長い髪を体の前後で2つずつに縛っていたが、寝ている時に麗子が一本だけあった枝毛を切ろうとして中途半端にバッサリ切られたため、自分でショートにした。ちまき教官によると「願かけ」のため長くしていたようだが、本人は気にしていない。
トラップ（罠）マニアで、紅林家の邸内・敷地内の最大340箇所に様々なトラップを仕掛けているほか、外出先でも随所にトラップを仕掛ける。メイドになる前は軍隊にいたらしい。火薬も大好き。幽霊は周りが驚くような悲鳴をあげる程苦手（トラップにかからないため）。小さい頃お化け屋敷で立ったまま気絶したらしい。
一見すると無表情で冷たい性格に見えるが、照れ屋で優しさを表に出せないだけであるとする見方もある。好きな人がいるらしい。
風邪を引くなどで体調を崩すと、精神的に不安定になりやたら人恋しくなる。
メイド服で日常生活を送っている。収入のほとんどはトラップに費やされるらしく、私服はジャージとスクール水着しか持っていない。
メイド学校時代から教官のちまきを頻繁にトラップにかけていたせいで、お互いに苦手な相手としている。
前述の御主人様の1日変更のくじで佐々木の所へ行くこととなり、手始めに佐々木の家の玄関にトラップを仕掛けるが、そのトラップに借金取りが引っ掛かり、逆に佐々木に感謝される。
麗子のお見合いで、メイド学校の同級生で執事の千里に会うが、千里はちゆりのことは知らない。ちゆりが千里のことを覚えている理由は、千里の親友が、ちゆりの初恋相手であったからである。
紅林 麗子（くればやし れいこ）（声：松来未祐）
大樹のクラスメート。原田家の隣に、ちゆりと2人で住んでいる。高校3年生。『まんがタイムスペシャル』移籍と共に大樹と同じ大学に進学している。
6月27日生まれ、血液型はA型。スリーサイズは B78 / W58 / H80。身長164cm、体重48kg。
いわゆるお嬢様的なワガママな性格で友達はいなく、携帯電話のメモリーは母だけ。ひどい無器用だが自覚はない。
大樹のことが好きであり、ちゆりにばらされているため大樹だけでなく全員が知っている。未だに告白できずにいるが、今度の自分が出演する舞台が成功したら大樹に告白すると、ちゆりに宣言するが、ちゆりは「死亡フラグ来たー」と思っている。そして大樹に告白するも、大樹に断られることを察した紅林が、自分から無を引いて有耶無耶にしてしまい、ちゆりと悲しみを分かち合った。
実家は資産家。イギリスに留学していたことがあり、母親はイギリスにいる。
ちゆりのトラップに毎日苦しめられ、ケンカばかりしているが、仲が悪いわけではない。
吉田 大心（よしだ たいしん）
大樹のクラスメートで、花梨の兄。高校3年生。『まんがタイムスペシャル』移籍と共に進学し、現在設定は大学生で、演劇部に所属している。大樹とは小学校からの腐れ縁。
バイクを大切にしており、ミラーを割っただけで彼女を振ったこともある。
嫌いな食べ物は玉ねぎで、後述されるメイドのちづるの玉ねぎ料理攻撃に参っている。
兄妹揃って毒舌。一方で海外出張中の母親に代わって、妹である花梨の弁当を作るなど真面目な面も持ち合わせている。
目は一本線の糸目であるが、タマラに一目惚れした際は目を大きく見開いて、長年の友人の大樹をビックリさせる。そして自分が書いた演劇部の脚本をタマラに読んでもらい、一定の評価を受けたことから小説を書こうと思っている。
ちおりに好意を持っており、佐々木と倉田が恋人になって今後どうなるかと考えるちおりに、「ウチのメイドにならないか」と告白するが、目を見られて断られてかなり落ち込むも、諦めずに今度は「付き合ってください」とストレートに告白して、まずはお友達からということになった。
吉田 花梨（よしだ かりん）
健のクラスメートで、大心の妹。小学4年生。
健のことが好き。健がちるみのことを好きなのはつり橋効果ではないかと考え、ちるみに対抗心を燃やしている。
兄妹揃って毒舌。
鬼原 ちまき（おにはら ちまき）（声：ミルノ純）
ちるみ・ちゆりが通っていたメイド学校の教官。メイド学校では鬼教官で通っている。
3月21日生まれ、血液型はO型。スリーサイズは B55 / W48 / H55。身長130cm、体重25kg。
年齢不詳だが、外見は明らかに子供であり、警官に子供と間違われて保護されたこともある。また休日の遊び場が公園の砂場だったり、猫のキャラクター「にゃんこる〜ん」がお気に入りなど、実年齢も子供なのではないかと疑わせるエピソードが多い。また初詣で着物姿のちまきに千歳飴を持たせて、七五三と揶揄されたことも。
武器全般が得意で、竹箒に刀を仕込んで持ち歩いている（刀の名前は「火与丸」）。地獄耳。方向音痴で、よく道に迷う。
メイドの本部に所属し、部下の働きぶりを視察に来る。
教官としてだけでなく、通常のメイド勤務もしており（後述）。家事はすべて午前中に終わってしまうなど、見た目と違ってかなり優秀。
ちるみと違い、ちゆりのトラップには今もたびたび引っ掛かっているため、お互いに相手を苦手としている。ちふゆに対しては別の理由で苦手である。
前述の御主人様の1日変更に、最初は教官だからと言うことで参加しようとしなかったが、無理矢理参加させられることとなり、くじで麗子の所へ行くこととなる。直前に、色々な服を着させられる着せ替え人形にされていたちゆりには「（麗子に）新しいお人形が出来て」と言ってちまきをぞわっとさせ、麗子の家へ行くと、やはり着せ替え人形にされてしまう。
杉下 ちふゆ（すぎした ちふゆ）
ちるみ・ちゆりのメイド学校時代のクラスメートで、ちまきの教え子。身長173cm。
一見無愛想だが、小さい物や可愛い物が大好き。自分の仕えているご主人様の詩歌（しいか）を世界で一番可愛いと思っている。健を初めて見た際には、頬を赤らめて口から涎を垂らした。同じ理由で教官のちまきや部長のちづるにも異常な好意を寄せており、ちまきは、ちふゆ好みの服を着させられようとしたり、拉致されそうになるので警戒されている。身長が150cmを超える人には興味がなく、詩歌が自分と同じ身長になることを想像して酒で現実から逃げようとしたり絶叫をしたこともあり、詩歌の成長を素直に喜べないことを吐露する。
本業のメイドの傍ら、修理屋のアルバイトをしている。そのためメイド服ではなく、つなぎの作業服、更には胸元が大きく開けた姿で登場する（それ以外の衣装でも同様）。修理屋としても優秀であり、大抵のものは何でも直すことができ、ちるみがいつも頼りにしている。
前述の御主人様の1日変更に断固反対するも、仕方なくくじを引いて倉田の所へ行くこととなる。名前を見たちふゆが「カスです」と言い、それが倉田だと知ったちまきを激しく憤慨させた。従って、食事にワザとカップラーメンを出して嫌われようとするも、普段ちまきに禁止されているカップラーメンに大喜びして逆効果。無論倉田に興味は無く険悪な空気が流れるが、倉田が自分のクラスを担当している生徒のアルバムを見せると、それに激しく食いついて良い空気となる。
里見 詩歌（さとみ しいか）
ちふゆのご主人様。幼少の頃に交通事故で母親を亡くす。その車に同乗していた彼女は軽傷だったものの、記憶喪失と失語症を患ってしまい心を閉ざしてしまうが、ちふゆと初めて会った際は自然と懐き、少しずつではあるが色々な物に興味を持つようになってきた。だが、ちふゆとの契約は詩歌が喋れる様になるまでであり、ちふゆと離れたくないために本当は喋れるが喋らないフリをしており、それを知っているのは査察官のちづると、前述のご主人様の1日変更で派遣されたちるみであるが、ちふゆも詩歌に会った初日から喋れることを知っていた。その後は、ちふゆの修理屋の常連となっている。
ちふゆと共によく神社にお参りに行くが、おみくじで出したが直後にちるみはともかくちゆり、ちまきとまで出くわしたために、ちふゆが「望まぬ人が来る」の項が当たりすぎると破いてしまった「吉」を自らテープでつなぎ合わせ、額に入れてもらい大切にしている。
当初名前は「詩香」とされていたが「花梨」と字のイメージかぶるために「詩歌」で統一。単行本では以前の分も修正されている。
佐々木 純（ささき すみ）
健の担任の女性教諭。
ギャンブルと酒が大好きで、食費を削ってまで打ち込んでいる。借金取りに追われたこともあるらしい。
偶然出会った吉田家の父とメイドを賭けた麻雀の結果、吉田家へ派遣予定だったちおりを雇用、本部も特例で認めた。
余興用のコスプレ衣装を大量に学校に置いている。
里見先生のことが好きだが、倉田先生とのポーカー勝負に負けて倉田と付き合う様になる。
SFが好きで、原田潤一のファン。
漆田 ちおり（うるしだ ちおり）
大樹の後輩で、ちるみ達のメイド学校の元クラスメイトでもある（メイド学校は年齢不問）。
以前は外国で特殊工作部隊に入っており、手先が器用で物を作るのが得意である。学校では演劇部に所属し、大道具・小道具を担当している。
メイド学校では「つまようじからミサイルまで」作れると言われていた他、石灯籠などの骨董やブランド物の模造品からゲームソフトまで何でもこなす。
連載途中から佐々木家に派遣される。酒・ギャンブル好きな上、浪費家な佐々木とよく喧嘩するが、心の底では佐々木を心配している。
メガネを掛けている。また、自分の体（特に胸）にコンプレックッスを持っており、メイド達で男装する執事喫茶をやった際、ちるみやちふゆはサラシを巻いて胸を潰すが、ちおりはその必要が無く、ちまきと共に負け惜しみの初勝利宣言をした。小さい身長や体付きから、みずだ子さんやタマラからは「小学生｣といわれている。
大樹のことが好きで、前述の御主人様の1日変更で、強い願いが叶って大樹の所へ行くこととなり、思わず「生涯ここに尽くします」と言って、ちるみを慌てさせた。そして大樹の家へ行き潤一や健に歓迎されるも、みずだ子さんの挑発を受け、ちおりも大樹の恋のライバルとして意識する様になる。後に大樹がちるみのことが好きだと知ってからは大樹を諦め、直後に告白してきた大心と友達から交際することとなる。
かなり鈍感な性格で、大樹がちるみのことが好きという周知の事実をようやく知り、すでに知っているみずだ子さんに呆れられている。
里見（さとみ）先生
佐々木先生の同僚の男性教諭。独身。ちふゆのご主人様で詩歌の兄であり保護者。ちふゆに片思い中だが、全く相手にされていない。
倉田（くらた）先生
佐々木の同僚の男性教諭。
父親は会社を経営しており、裕福な家庭である。息子に会社を継がせようとするが、教師への憧れがあったために突っぱね、その代わりとして親がちまきをお目付け役として送り込み、6畳一間のアパートで2人で暮らしている。周囲にはメイドと一緒に暮らしていることを内緒にしている。ちまきの姿は子供のようにしか見えないため、何度か警察の来訪を受けている。
佐々木先生に初めて会った時に一目惚れするが、何かと彼女には便利にこき使われている。
みずだ子
ちるみが魚屋で買ってきたミズダコ。潤一の創作意欲を刺激することから原田家のペットになった。
大樹に懐き、恋心を持っているが相手にされず、雑巾の様に絞られたり、凧に括り付けられて揚げられたり、食べられそうになったこともある。大樹がちるみのことが好きだと知ってからは、色んな意味でちるみに敵わないと一歩身を引き、格下っぽいと思ったちおりを攻撃している。
意外にも料理が得意で、得意料理は「タコスミのスパゲッティー」。
現実の名付け親は小笠原朋子。
前島（まえじま）
潤一の編集担当。
初美の死後、潤一の担当になったが毎回締め切りを破る潤一に業を煮やしている。猫アレルギーらしい。
タマラ・ブランブレッド
ゴールド・ホエール賞主催の米ビレッジ・アイズ出版副編集長。潤一の「火星人～」シリーズの受賞を知らせ、授賞式出席を要請するために来日した。
潤一の大ファンで、普段は態度が大きいが潤一を目の前にすると極度に緊張する。
潤一がアメリカに忘れていったみずだ子さんを自分へのプレゼントだと思い込みしばらくの間飼っていたが、彼女（?）の衰弱ぶりに前島に連れて帰ってもらった。潤一の再婚相手候補にもなる程だが、健のこともありその件については保留中に近い。
編集長をやる前は色々なバイトをしており、その1つとして探偵をしていた頃は、ちるみが所属するメイド機関へ偵察に入り、後に再会したちづるに「ブラックリストにのっている」「もう少しで消された」とまで言わせたが、そこで潤一の小説に出会って感銘を受け、編集の仕事をしようとメイド機関の偵察中であったが探偵を辞めてしまう。
沙弓ちづる（さゆみ ちづる）
メイド派遣の本部査察部部長で、ちまきの上司。ちるみは、ちづるの存在を知らず、それ以外のメイドは知っている。ご主人様とメイドの関係性を見るためにやって来たが、ちるみは別の目的があると予測する。ちるみの予想通り査察部部長は表の肩書きで、実際の仕事は契約の不履行などの不正（この場合は喋れないフリをする詩歌。後に、このことを本部に報告するかは保留となる）を正す検査官であった。ご主人様にはいい顔をするが、それ以外の人物には小声で相手の嫌味を言い、表と裏の顔が全く違う。その反面、感謝されたり女の子扱いをされると本気で照れる等、純粋な性格も垣間見せる。
服装は着物。ちまき同様見た目は子供で、猫のキャラクター「にゃんこたん」がお気に入りであり、ちまき同様、にゃんこたん人形を投げられると人形を追いかけるなど性格は、ちまきと同レベル。だが、以前は大人の姿であり、何らかの理由で子供の姿になってしまうが、本人は子供の姿の方が何かと便利なことがあると割り切っている。以前のちづるの姿を知っているのは、過去にメイド機関に潜入したことがあるタマラと、薄々気付いていたちゆりの2人だけである。同じ容姿のちまきはイレギュラーなタイプで、自分とは違うとのこと。
初めてちるみと会った際、ちるみが転んでペチャンコになったたい焼き（貰ったちづる曰く「マンボウ?」）が気になり、後に本来のたい焼きを初めて食べて、それ以降たい焼きが大好物となり、綿菓子も気になっている。声真似が得意で、ちるみの声と思った大樹を騙している。
ちまきとは同期であるが、ちまきは自分と違ってキャリアが全く違い、更にエリート中のエリートで誰も頭が上がらないと言っており、ちゆりはちづるに人事部に手を回されて激戦地に派遣さたことから「会うくらいなら死ぬ」「ちづる部長こそ本当の悪魔」「死の天使」と称される。また、ちゆりにトラップを教えたのはちづるで、自身も激戦地にいた経験があり、ちゆりにとって、ちづるは師匠的な存在であるが、公園のブランコが苦手。
メイドとしては吉田家に派遣され、小声の嫌味攻撃を受けた大心以外の家族に認められている。

## 書誌情報

### 掲載誌
すべて芳文社刊。
- 『まんがタイムジャンボ』（月刊）
2000年2月号から同年10月号までの毎号に掲載。2004年1月号・同年4月号に『あおいちゃんとヤマトくん』とのコラボレーション作品としてゲスト掲載。
- 『まんがタイムきらら』（月刊）
Vol.1から2007年3月号までの毎号に掲載。
- 『まんがタイムポップ』（不定期刊・2003年廃刊）
2002年9月号から2003年11月号（最終号）までの毎号に掲載。
- 『まんがタイムスペシャル』（月刊）
2002年10月号から2005年5月号までと2007年5月号から2014年1月号までの毎号に掲載。2007年から2010年にかけては多くの号で、表紙イラストのメインを担当している。
- 『まんがホーム』（月刊）
2004年1月号から2005年7月号までの奇数月号に掲載。

### 単行本
芳文社より「まんがタイムコミックス」として全12巻、およびオールカラーよりぬき版1巻が刊行。一時期「まんがタイムきらら」のみの連載となった時期もあるが、例外的に「まんがタイムKRコミックス」のラインナップからは外されている。「まんがタイムコミックス」で巻数が2桁になったのは、『ナオミだもん』（絶版）、『ラディカル・ホスピタル』、『ごめんあそばせ』（絶版）、『エン女医あきら先生』（絶版）、『新コボちゃん』、『夫婦な生活』、『らいか・デイズ』、『おねがい朝倉さん』に続く9作品目。
1. 2003年5月1日発売 ISBN 4-8322-6288-2
2. 2003年10月3日発売 ISBN 4-8322-6305-6
3. 2004年5月6日発売 ISBN 4-8322-6335-8
4. 2005年2月3日発売 ISBN 4-8322-6379-X
5. 2006年1月6日発売 ISBN 4-8322-6438-9
6. 2007年2月7日発売 ISBN 4-8322-6519-9
7. 2008年2月7日発売 ISBN 978-4-8322-6608-7
8. 2009年4月7日発売 ISBN 978-4-8322-6729-9
9. 2010年9月7日発売 ISBN 978-4-8322-6882-1
10. 2011年12月7日発売 ISBN 978-4-8322-5028-4
11. 2012年12月27日発売 ISBN 978-4-8322-5138-0
12. 2014年1月7日発売 ISBN 978-4-8322-5257-8

- オールカラー版 スーパーメイドちるみさん 
  1. 2008年10月7日発売 ISBN 978-4-8322-6677-3

## ドラマCD
ドラマCD『スーパーメイドちるみさん』は、2006年6月23日、トライネットエンタテインメントより発売された。 「ちるみさん」本編5話（各話7～10分）と「火星人と今日子と醤油」5話（各話約1分）、出演者コメントを収録。出演者コメントでは「登場した3人のメイドのうち、雇うなら誰がよいか」と「醤油を使った料理で好きなものは何か」をテーマに各自が語っている。

## コラボマンガ
作者の作品の中でも長期にわたって連載された作品であるため、『あおいちゃんとヤマトくん』『うさぎのーと』『ようこそ！オーロラ百貨店』など、多くの作品とコラボしている。しかし、それらのコラボマンガが『ちるみさん』の単行本に収録されたことはない（『あおヤマ』コラボは『あおヤマ』単行本に収録されたが、『うさぎのーと』は未収録）。